# Eugenia limbosa
Eugenia limbosa är en myrtenväxtart som beskrevs av Otto Karl Berg. Eugenia limbosa ingår i släktet Eugenia och familjen myrtenväxter. Inga underarter finns listade i Catalogue of Life.